# Button (informatica)
L'oggetto button è un oggetto innestato nell'oggetto Form, della definizione XML DOM. La sua definizione permette di creare molte interazioni con l'utente nelle pagine web.
Quando ad esempio si clicca su un modulo (p.es. quello di Wikipedia per la modifica delle pagine) si interagisce con l'operazione tramite un elemento Button.

## Uso
Per la definizione dell'oggetto bisogna rifarsi all'elemento input, dato che questo tag permette di definire vari tipi di oggetto di interazione con l'utente nella sezione form.

### Tipi di bottoni
Esiste un altro oggetto che simula un bottone nelle pagine web e risponde al tipo submit. la differenza principale tra i due tipi sta nel fatto che il tipo submit permette di attivare l'evento onsubmit della form che lo contiene mentre il tipo button permette di eseguire a tutti gli effetti le funzionalità di un normale bottone.

### Definire un bottone
C'è da fare una piccola parentesi su quando riguarda la definizione del tag nella https://www.w3.org/TR/REC-html40/interact/forms.html#edef-BUTTON.
Esistono due modi che equivalgono a definire lo stesso tipo di oggetto in HTML per la definizione di un button.
```
  
<
input
 
type
=
"button"
></
input
>

```

```
  
<
button
></
button
>

```

#### W3C HTML 4.0 Recommendation
Nella definizione della W3C dovremo dunque differenziare i due tag.
Nel primo caso compaiono i seguenti attributi:
- TYPE=[ button ] (nel caso che stiamo considerando questo parametro sarà di tipo button)
- NAME=CDATA (nome del button)
- VALUE=CDATA (valore del button)
- SIZE=CDATA (suggested number of characters for text input)
- SRC=URI (source for image)
- ALT=CDATA (alternate text for image input)
- USEMAP=URI (client-side image map)
- ALIGN=[ top | middle | bottom | left | right ] (alignment of image input)
- DISABLED (disable element)
- READONLY (prevent changes)
- ACCEPT=ContentTypes (media types for file upload)
- ACCESSKEY=Character (shortcut key)
- TABINDEX=Number (position in tabbing order)
- ONFOCUS=Script (element received focus)
- ONBLUR=Script (element lost focus)
- ONSELECT=Script (element text selected)
- ONCHANGE=Script (element value changed)
- common attributes

Nel secondo caso abbiamo invece:
- NAME=CDATA (key in submitted form)
- VALUE=CDATA (value in submitted form)
- TYPE=[ submit | reset | button ] (type of button)
- DISABLED (disable button)
- ACCESSKEY=Character (shortcut key)
- TABINDEX=Number (position in tabbing order)
- ONFOCUS=Script (element received focus)
- ONBLUR=Script (element lost focus)
- common attributes

### Proprietà
| Proprietà | Funzione                                                                             |
| --------- | ------------------------------------------------------------------------------------ |
| disabled  | Abilita o disabilita l'oggetto                                                       |
| form      | Ritorna un puntatore al form di riferimento                                          |
| hidefocus | Imposta la possibilità di nascondare il tratteggio che indica il fuoco di un oggetto |
| id        | Imposta o ritorna l'id dell'oggetto                                                  |
| name      | Imposta o ritorna il nome dell'oggetto                                               |
| tabIndex  | Imposta o ritorna il valore di tab dell'oggetto                                      |
| type      | Imposta o ritorna il tipo di button (può essere submit, reset, image)                |
| value     | Imposta o ritorna il value dell'oggetto                                              |

## JavaScript e button
A livello di JavaScript l'oggetto button possiede dei metodi e delle proprietà che permettono un'integrazione molto ampia.

### Metodi
- blur(): rimuove il fuoco dall'oggetto.
- click(): simula l'evento di mouse-click.
- focus(): ottiene il fuoco per l'oggetto.

### Eventi
- onBlur: codice da eseguire quando si perde il fuoco.
- onClick: codice da eseguire quando viene cliccato l'oggetto.
- onFocus: codice da eseguire quando si ottiene il fuoco.
- onMouseDown: codice da eseguire quando si clicca l'oggetto con il mouse.
- onMouseUp: codice da eseguire quando si rilascia l'oggetto con il mouse.

## Hamburger button

Classica icona di un hamburger button

Un hamburger button, così chiamato per la sua involontaria somiglianza con un hamburger, è un pulsante tipicamente posizionato nell'angolo superiore di un sito web. Il suo compito è far apparire o scomparire le voci di menu della pagina web al click dell'utente. Viene particolarmente utilizzato nelle versioni mobile delle pagine web per evitare che esse occupino troppo spazio all'interno della pagina, che su tali dispositivi è molto più ridotto rispetto ai computer.

### Critiche
È stato affermato che mentre il bottone "hamburger" è ormai conosciuto ma la sua funzionalità non è sempre immediatamente ovvia quando viene visto per la prima volta; in particolare, gli utenti più anziani meno familiari con l'iconografia moderna potrebbero essere confusi. 
Questo bottone può aumentare il costo di interazione rispetto a un menu tradizionale, richiedendo clic aggiuntivi per recuperare le stesse informazioni, anche se con il vantaggio di un minore utilizzo dello schermo anche nelle app mobili. È stato anche affermato che i designer tendono a sovraccaricare queste icone con troppe informazioni nascoste.

### Esempio
HTML
```
<
nav
 
role
=
"navigation"
>

  
<
div
 
id
=
"menuHamburger"
>

        
<
input
 
type
=
"checkbox"
 
/>

    
    
    
    
<
ul
 
id
=
"menu"
>

      
<
a
 
href
=
"#"
><
li
>
Home
</
li
></
a
>

      
<
a
 
href
=
"#"
><
li
>
Prodotti
</
li
></
a
>

      
<
a
 
href
=
"#"
><
li
>
Info
</
li
></
a
>

      
<
a
 
href
=
"#"
><
li
>
Contatti
</
li
></
a
>

    
</
ul
>

  
</
div
>

</
nav
>

```

CSS
```
#
menuHamburger

{

  
display
:
 
block
;

  
position
:
 
relative
;

  
top
:
 
100
px
;

  
left
:
 
100
px
;

  
z-index
:
 
1
;

  
user-select
:
 
none
;

}

#
menuHamburger
 
a

{

  
text-decoration
:
 
none
;

  
color
:
 
grey
;

  
transition
:
 
color
 
0.3
s
 
ease
;

}

#
menuHamburger
 
a
:
hover

{

  
color
:
 
red
;

}

#
menuHamburger
 
input

{

  
display
:
 
block
;

  
width
:
 
80
px
;

  
height
:
 
72
px
;

  
position
:
 
absolute
;

  
top
:
 
-7
px
;

  
left
:
 
-5
px
;

  
cursor
:
 
pointer
;

  
opacity
:
 
0
;

  
z-index
:
 
2
;

}

#
menuHamburger
 
span

{

  
display
:
 
block
;

  
width
:
 
43
px
;

  
height
:
 
7
px
;

  
margin-bottom
:
 
5
px
;

  
position
:
 
relative
;

  
background
:
 
#f2eded
;

  
border-radius
:
 
3
px
;

  
z-index
:
 
1
;

  
transform-origin
:
 
4
px
 
0
px
;

  
transition
:
 
transform
 
0.5
s
 
cubic-bezier
(
0.77
,
0.2
,
0.05
,
1.0
),

              
background
 
0.5
s
 
cubic-bezier
(
0.77
,
0.2
,
0.05
,
1.0
),

              
opacity
 
0.65
s
 
ease
;

}

#
menuHamburger
 
span
:
first-child

{

  
transform-origin
:
 
0
%
 
0
%
;

}

#
menuHamburger
 
span
:
nth-last-child
(
2
)

{

  
transform-origin
:
 
0
%
 
100
%
;

}

#
menuHamburger
 
input
:
checked
 
~
 
span

{

  
opacity
:
 
1
;

  
transform
:
 
rotate
(
45
deg
)
 
translate
(
-2
px
,
 
-1
px
);

  
background
:
 
#232323
;

}

#
menuHamburger
 
input
:
checked
 
~
 
span
:
nth-last-child
(
3
)

{

  
opacity
:
 
0
;

  
transform
:
 
rotate
(
0
deg
)
 
scale
(
0.2
,
 
0.2
);

}

#
menuHamburger
 
input
:
checked
 
~
 
span
:
nth-last-child
(
2
)

{

  
transform
:
 
rotate
(
-45
deg
)
 
translate
(
0
,
 
-1
px
);

}

#
menu

{

  
position
:
 
absolute
;

  
width
:
 
500
px
;

  
margin
:
 
-200
px
 
0
 
0
 
-60
px
;

  
padding-top
:
 
125
px
;

  
background
:
 
#dbdbdb
;

  
list-style-type
:
 
none
;

  
transform-origin
:
 
0
%
 
0
%
;

  
transform
:
 
translate
(
-100
%
,
 
0
);

  
transition
:
 
transform
 
0.5
s
 
cubic-bezier
(
0.77
,
0.2
,
0.05
,
1.0
);

}

#
menu
 
li

{

  
padding
:
 
20
px
 
0
;

  
font-size
:
 
32
px
;

}

#
menuHamburger
 
input
:
checked
 
~
 
ul

{

  
transform
:
 
none
;

}

```

## Formattazione

### Stili CSS al passaggio del mouse
Stati al passaggio del mouse:
```
.
selector
 
{

  
&:hover,
 

  
&:focus,

  
&:active
 
{

  
}

}

```

Gli stati di "hover" sono generalmente rappresentati da un cambiamento di colore:
```
button
 
{

  
background-color
:
 
#00ff00
;

}

button
:
hover
 
{

  
background-color
:
 
#ff00ff
;

}

button
:
focus
 
{

  
outline
:
 
none
;

  
box-shadow
:
 
0
 
0
 
0
 
3
px
 
lightskyblue
;

}

```

È possibile utilizzare una combinazione di outline, bordere box-shadow,le proprietà per creare stili di messa a fuoco (quando per esempio il mouse clicca il bottone o quando l'utente lo ha già cliccato almeno una volta):
```
button
:
active
 
{

  
background-color
:
 
#666
;

  
border-color
:
 
#666
;

  
color
:
 
#333
;

}

```

#### Tecniche
Esempio di un bottone creato solo in CSS 3 (lo stesso risultato è ottenibile con un'immagine vettoriale o bitmap fatta in Inkscape, Illustrator, Gimp o Photoshop):

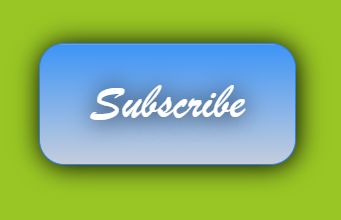
Risultato

```
.
BUTTON_prova
 
{

   
background
:
 
#3D94F6
;

   
background-image
:
 
linear-gradient
(
top
,
 
#3D94F6
,
 
#C4CDDD
);

   
color
:
 
#FFFFFF
;

   
font-family
:
 
Brush
 
Script
 
MT
;

   
font-size
:
 
40
px
;

   
font-weight
:
 
100
;

   
padding
:
 
40
px
;

   
box-shadow
:
 
1
px
 
1
px
 
20
px
 
0
 
#000000
;

   
text-shadow
:
 
1
px
 
1
px
 
20
px
 
#000000
;

   
border
:
 
solid
 
#337FED
 
1
px
;

   
text-decoration
:
 
none
;

   
display
:
 
inline-block
;

   
cursor
:
 
pointer
;

   
text-align
:
 
center
;

}

.
BUTTON_prova
:
hover
 
{

   
border
:
 
solid
 
#337FED
 
1
px
;

   
background
:
 
#1E62D0
;

   
background-image
:
 
linear-gradient
(
top
,
 
#1E62D0
,
 
#3D94F6
);

   
border-radius
:
 
20
px
;

   
text-decoration
:
 
none
;

}

```

### Esempi

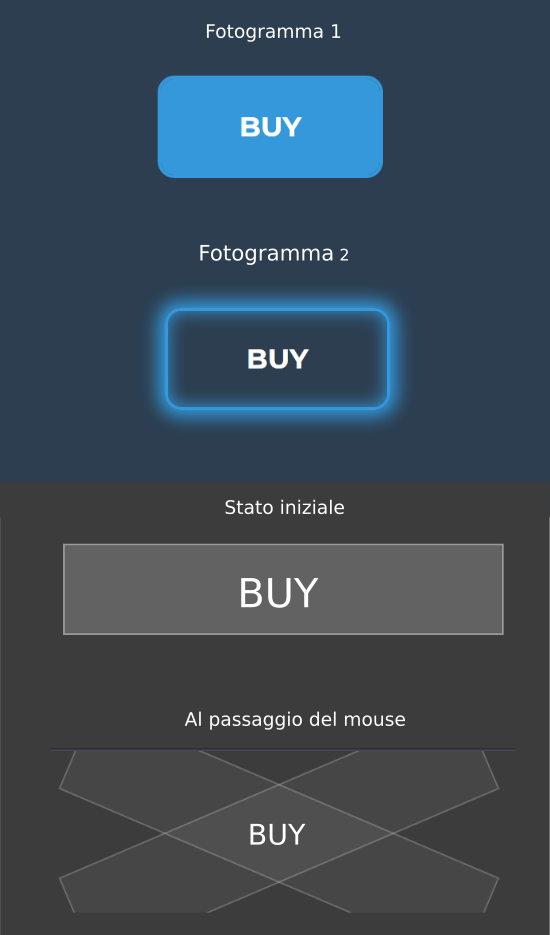
Bottoni animati con CSS3 Animations. Nel primo caso il bottone si anima ad intermittenza, nel secondo si anima al passaggio del mouse
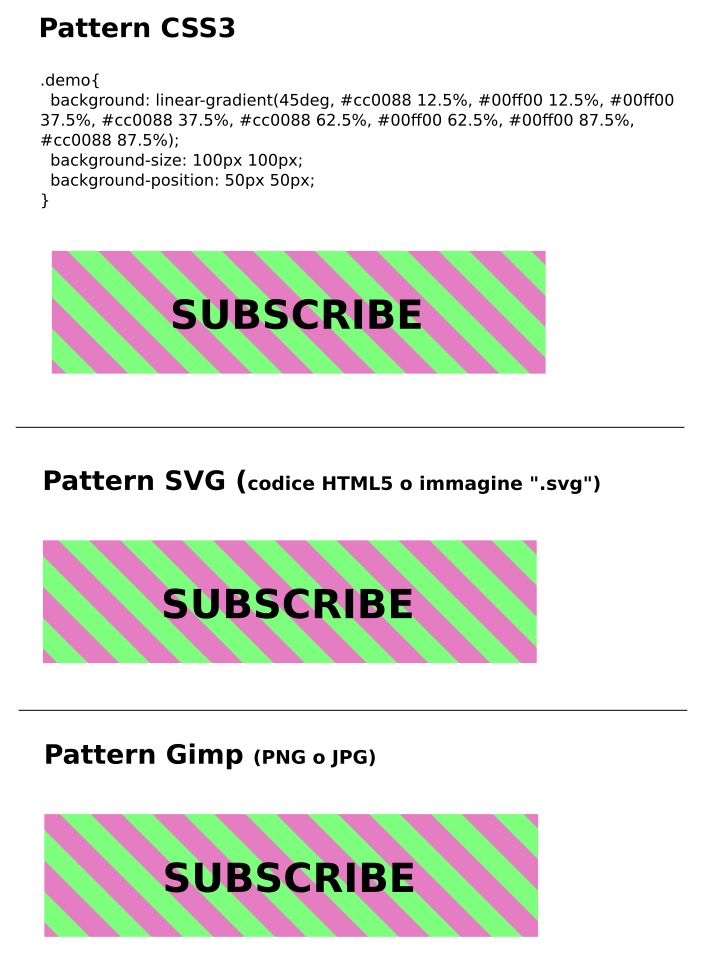
Tre tecniche per ottenere lo stesso bottone "pattern": CSS3, SVG e immagine bitmap
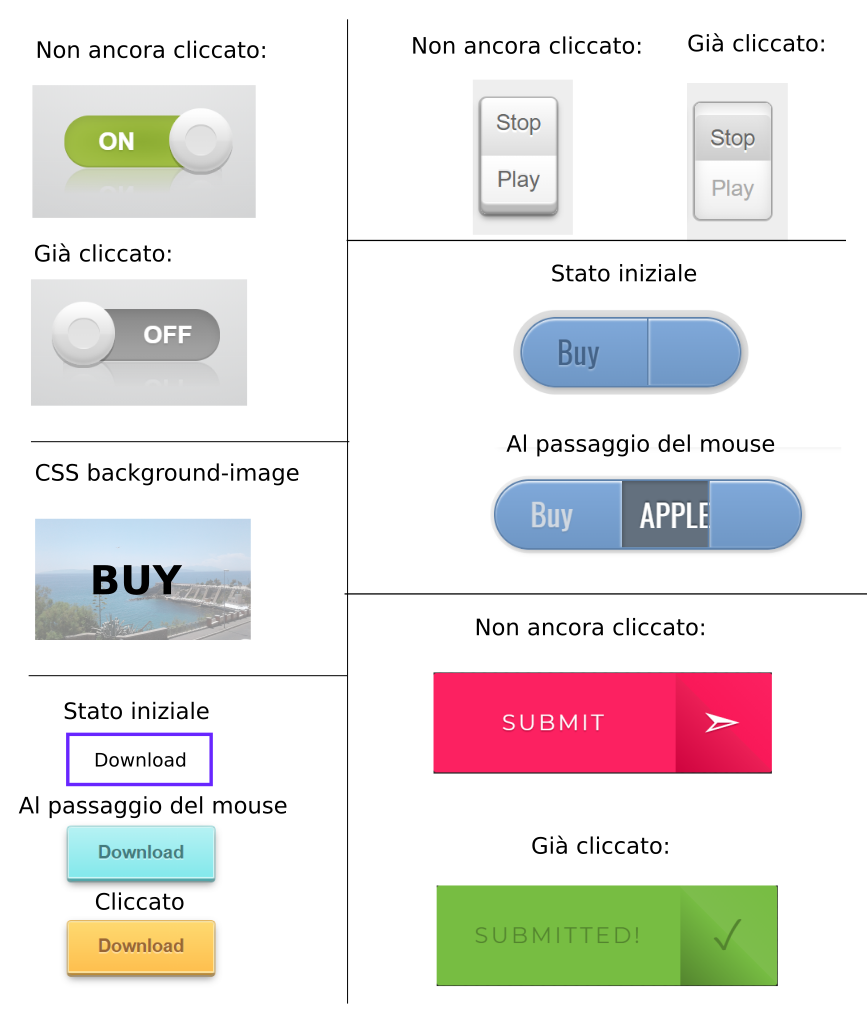
Esempi di bottoni formattati con CSS o SVG o programmi di grafica